# Wołchow-Pristań
Wołchow-Pristań (ros. Волхов-Пристань) – przystanek kolejowy w miejscowości Kiriszy, w rejonie kiriskim, w obwodzie leningradzkim, w Rosji. Położony jest na linii Mga – Budogoszcz, w pobliżu mostu na Wołchowie.